# 加布里埃尔·梅迪纳
加布里埃尔·梅迪纳（葡萄牙語：Gabriel Medina，1993年12月22日—），巴西男子冲浪运动员，2019年世界冲浪运动会男子团体金牌得主和男子短板铜牌得主、2023年世界冲浪运动会男子团体铜牌得主、2024年世界冲浪运动会男子短板和男子团体金牌得主、2024年夏季奥林匹克运动会男子短板铜牌得主。